# Glorieta de Emilio Castelar
La Glorieta de Emilio Castelar (antes plaza de la Fuente Castellana y plaza del Obelisco), es una glorieta del paseo de la Castellana, entre los distritos de Chamberí y Salamanca de Madrid. Confluyen en ella la calle del General Oráa y el paseo del General Martínez Campos. Desde 1908, lleva el nombre del orador del siglo xix y presidente de la Primera República Española Emilio Castelar. En sus proximidades se encuentran espacios culturales como el Museo Sorolla, el Lázaro Galdiano y el Museo de Escultura al Aire Libre de la Castellana.

## Historia

Fuente del Obelisco de la Castellana, en un grabado, hacia 1850.

La glorieta ocupa el espacio que en 1833 alojó, en el límite del Paseo Nuevo de las Delicias de la Princesa, la monumental Fuente Castellana, también llamada del Obelisco y obra de Francisco Javier Mariategui, promovida por Fernando VII para celebrar el nacimiento de la princesa Isabel Luisa, luego Isabel II.
Desde el 6 de julio de 1908, preside la glorieta un monumento obra de Mariano Benlliure, erigido por suscripción pública y dedicado al «tribuno» Emilio Castelar, grupo escultórico que en un principio quiso instalarse en el Paseo del Prado desplazando la histórica Fuente de Neptuno.

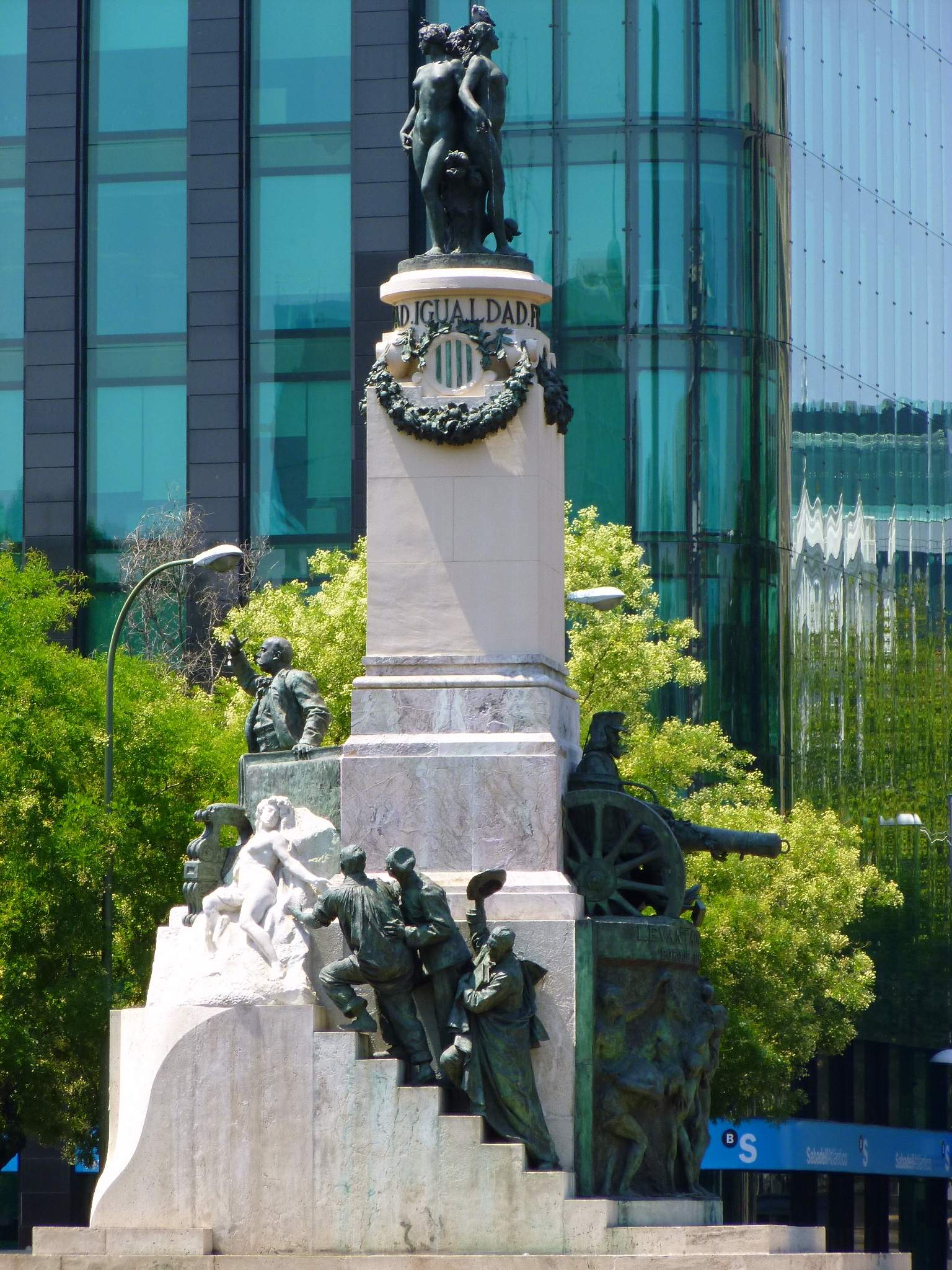
Monumento a Emilio Castelar, obra de Mariano Benlliure en 1908.

El orador, erguido y con un gesto elocuente, ha sido representado por Benlliure en su escaño del Parlamento, a sus pies, una mujer (posible metáfora de la Historia o de la Musa de la Elocuencia, según Pedro de Répide) «le escucha arrobadamente». También aparecen pendientes de su discurso históricos oradores como Demóstenes y Cicerón y un nutrido grupo en el que pueden distinguirse un obrero, un soldado y un estudiante, protegidos por un artillero, «sentado en su armón» (en memoria del gesto de Castelar que devolvió sus cañones al cuerpo de artillería). Completa el conjunto inferior un bajorrelieve representando la abolición de la esclavitud. Coronan la obra tres diosas desnudas representando, según se lee en el rótulo, la Libertad, la Igualdad y la Fraternidad.

## Arquitectura

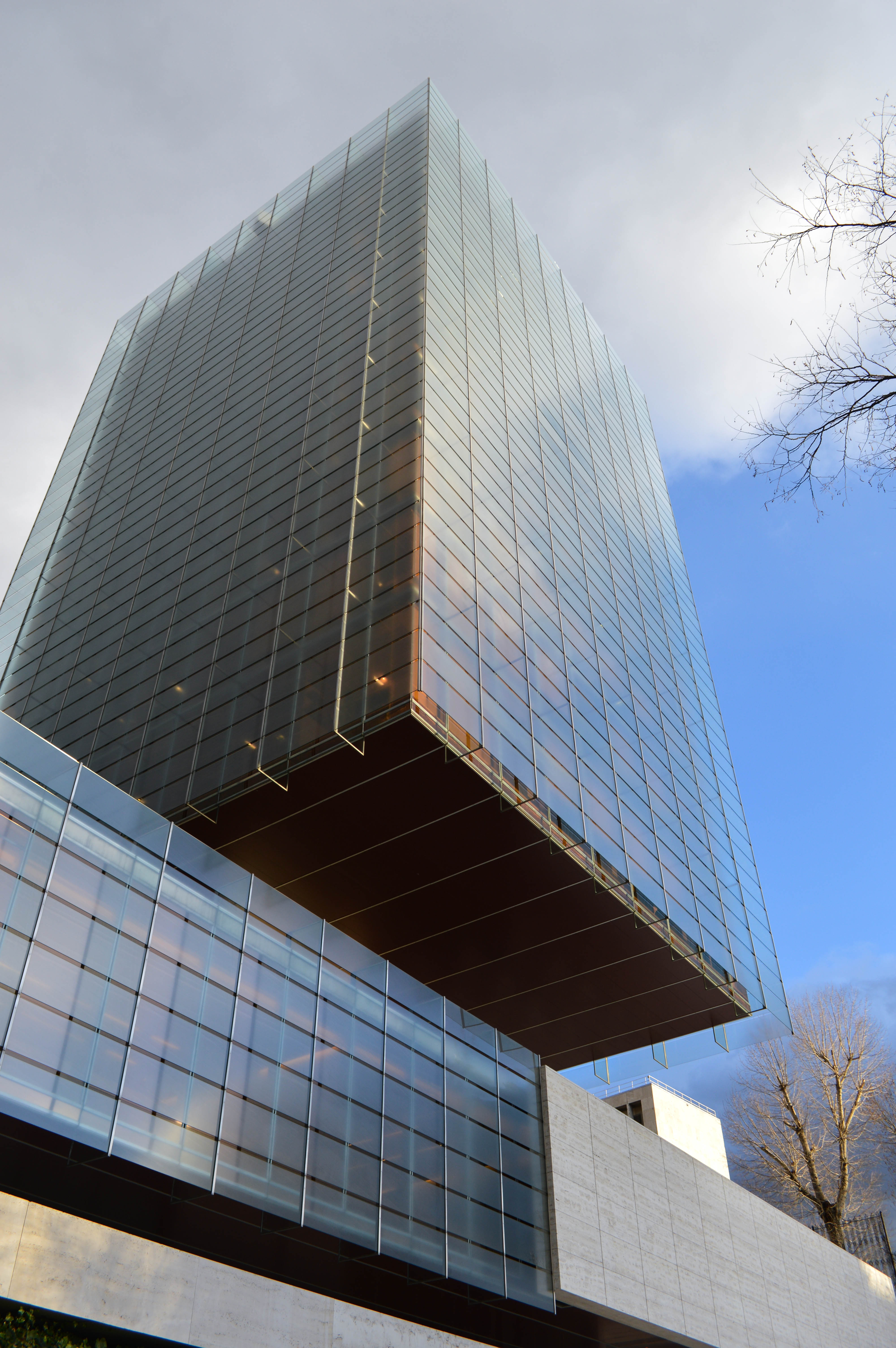
Edificio Castelar, diseño de Rafael de la Hoz.

Circundando el perímetro de la glorieta, destacan varios edificios de distintas décadas como el Edificio Castelar, en el número 50 del Paseo de la Castellana, proyectado en 1975 por el arquitecto Rafael de la Hoz Arderius, construido entre 1977 y 1983, y reformado en 2010 por su hijo Rafael de La-Hoz Castanys.
O los tres edificios azules, todos ellos construidos en la década de 1990: Castellana 41, sede del Banco Sabadell-Atlántico; Castellana 43, también conocido como edificio Abengoa; y Castellana 52.